# Uloborus undulatus
Espèce
Uloborus undulatus est une espèce d'araignées aranéomorphes de la famille des Uloboridae.

## Distribution
Cette espèce se rencontre en Malaisie, en Indonésie et en Papouasie-Nouvelle-Guinée.

## Liste des sous-espèces
Selon World Spider Catalog (version 19.0, 03/04/2018) :
- Uloborus undulatus indicus Kulczynski, 1908
- Uloborus undulatus obscurior Kulczynski, 1908
- Uloborus undulatus pallidior Kulczynski, 1908
- Uloborus undulatus undulatus Thorell, 1878

## Publications originales
- Thorell, 1878 : Studi sui ragni Malesi e Papuani. II. Ragni di Amboina raccolti Prof. O. Beccari. Annali del Museo Civico di Storia Naturale di Genova, vol. 13, p. 1-317 (texte intégral).
- Kulczynski, 1908 : Symbola ad faunam Aranearum Javae et Sumatrae cognoscendam. I. Mygalomorphae et Cribellatae. Bulletin International de l'Academie des Sciences de Cracovie. Classe des Sciences Mathematiques et Naturelles, vol. 1908, p. 527-581.